# Rhombodera basalis
Espèce
Synonymes
Hierodula deflexa Saussure, 1871
Rhombodera basalis est une espèce d'insectes de la famille des Mantidae (ordre des Mantodea). 

## Répartition
Cette espèce se rencontrent en Inde, en Thaïlande, en Malaisie et en Indonésie ainsi qu'à Singapour et au Vietnam.

## Description

### Diagnose
Chez la femelle, le pronotum est plus large au milieu se rétrécissant progressivement vers la partie postérieure. Une marque blanche est présente et la base des ailes est rose. 

### Description détaillée
Cette espèce est de couleur verte et mesure environ 80 mm de long avec un pronotum de 25 à 30 mm.
Le pronotum est de forme ovale-elliptique avec le plus grand élargissement situé au milieu, et avec les bords courbés vers l'avant.
Les élytres sont larges avec un stigmate bordé antérieurement et postérieurement de brun. Chez la femelle, les élytres sont ovales et obtus avec un stigmate ovale et court. La troisième nervure est ramifiée en deux ou trois branches. Les deux branches de la quatrième nervure se divisent à la même hauteur en deux branches inférieures, dont l'interne se divise à nouveau. Les ailes sont hyalines avec une base rose. Sur le bord antérieur de l'aile, la troisième ou la quatrième nervure se rejoignent parfois à l'extrémité pour n'en former qu'une seule chez la femelle. Les ailes sont par ailleurs rouge rosé au niveau de l'attache et le long du bord d'attaque.
La hanche antérieure est armée chez le mâle de 12 à 15 épines. Les trochanters antérieurs présentent une pointe immaculée. Les première et troisième épines discoïdales ainsi que les plus grandes épines internes des fémurs antérieurs sont noires à l'intérieur.

## Systématique
Rhombodera basalis  a été nommée et décrite par l'entomologiste Willem de Haan en 1842 sous le protonyme Mantis basalis.

### Publication originale
- (nl) W. de Haan, « Bijdragen tot de Kennis der Orthoptera », Verhandelingen over de Natuurlijke Geschiedenis der Nederlandsche Overzeesche Bezittingen, vol. 3,‎ 1842, p. 45-243 (lire en ligne, consulté le 17 novembre 2024).